# When Love Comes to Town
 (mars 2020).
Singles de U2
Angel of Harlem
(1988) All I Want Is You
(1989)
When Love Comes To Town est une chanson du groupe de rock irlandais U2 en duo avec le chanteur et guitariste de blues B. B. King.

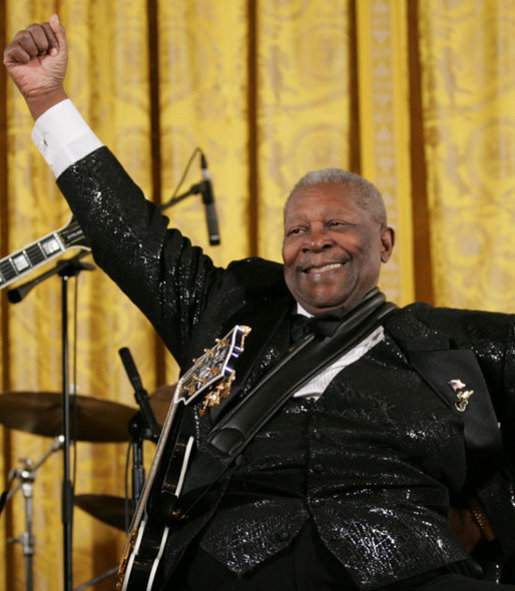
B.B. King en 2006.

De genre Blues rock, le morceau est publié comme troisième single de l'album Rattle and Hum en avril 1989. B. B. King s'étonnant de la profondeur et du sérieux du texte de Bono, lui dit : « Quel âge as-tu pour écrire un truc comme ça ? ».
Le morceau a été classé no 1 des ventes en Irlande, no 4 en Nouvelle-Zélande et no 6 au Royaume-Uni.
La revue Cash Box a décrit la chanson comme un « solide grondement de blues ».